# Cunedagius
Cunedagius (Kynedda en gallois) est un roi légendaire de l’île de Bretagne (actuelle Grande-Bretagne), dont l’« histoire » est rapportée par Geoffroy de Monmouth dans son Historia regum Britanniae (vers 1135). Il est le fils d’Henvinus, duc de Cornouailles, et de Regau, la fille du roi Leir. Son règne aurait duré 33 ans.

## Le royaume de l’île de Bretagne
Après la guerre de Troie, Énée arrive en Italie, avec son fils Ascagne et devient le maître du royaume des Romains. Son petit-fils Brutus est contraint à l’exil après avoir accidentellement tué son père. Après une longue navigation, Brutus débarque dans l’île de Bretagne, l’occupe et en fait son royaume. Il épouse Innogen dont il a trois fils. À sa mort, le royaume est partagé en trois parties et ses fils lui succèdent : Locrinus reçoit le centre de l’île à qui il donne le nom de « Loegrie », Kamber reçoit la « Cambrie » (actuel Pays de Galles) et lui donne son nom, Albanactus hérite de la région du nord et l’appelle « Albanie » (Écosse). À la suite de l’invasion de l’Albanie par les Huns et de la mort d’Albanactus, le royaume est réunifié sous la souveraineté de Locrinus. C’est le début d’une longue liste de souverains.

## Cunedagius
Cunedagius est le fils d’Henvinus, duc de Cornouailles, et de Regau, la fille du roi Leir. À la mort du roi Leir, sa fille benjamine Cordeilla, épouse d’Aganippe, le roi des Francs lui succède. Au bout de 5 ans, Cunedagius et son cousin Marganus, fils de Maglaurus duc d’Albanie (Écosse), se révoltent car ils trouvent indigne que le royaume de Bretagne soit gouverné par une femme. La reine est capturée et jetée en prison, où elle se suicide.
Les deux cousins se partagent le royaume. Marganus prend l’est, c’est-à-dire la partie au-delà de la Humber vers le Caithness et Cunedagius prend l’ouest. Deux ans plus tard des « fauteurs de troubles » disent à Marganus qu’il n’est pas normal qu’il n’ait qu’une moitié du royaume, alors qu’il est l’ainé. Poussé par ces gens, il dévaste les terres de son cousin, mais lors de la bataille, Cunedagius lui inflige une terrible défaite et le met en fuite. Marganus est rattrapé dans un village de Cambrie où il est tué, depuis ce village porte le nom de Margan. Cunedagius prend le contrôle de toute l’île qu’il gouverne « glorieusement » pendant 33 ans. À sa mort son fils Rivallo lui succède.
Selon Geoffroy de Monmouth, le règne de Cunedagius est contemporain du prophète Isaïe, et de la fondation de Rome par Romulus et Rémus.

## Sources
- Geoffroy de Monmouth, Histoire des rois de Bretagne, traduit et commenté par Laurence Mathey-Maille, Les Belles lettres, coll. « La Roue à livres », Paris, 2004,  (ISBN 2-251-33917-5).
- (en) Peter Bartrum, A Welsh classical dictionary: people in history and legend up to about A.D. 1000, Aberystwyth, National Library of Wales, 1993 (ISBN 9780907158738), p. 171-172 CUNEDDA ap HENWYN. (Fictitious). (805-772 B.C.)